# Actinella carinofausta
Actinella carinofausta (лат.) — наземный брюхоногий моллюск отряда лёгочных улиток семейства Hygromiidae. Данный вид является эндемиком Португалии, обитает на острове Мадейра. Живут на поросших травой и каменистых участках. В настоящее время вид встречается только в одной долине.

## Охранный статус
МСОП присвоил виду охранный статус EN.